# Саломахин, Николай Феоктистович
Николай Феоктистович Саломахин (Соломахин) (1921—1985) — младший лейтенант Рабоче-крестьянской Красной Армии, участник Великой Отечественной войны, Герой Советского Союза (1943), лишён всех званий и наград в связи с осуждением.

## Биография
Николай Саломахин родился в 1921 году в селе Александрополь Славгородского района Алтайского края. По национальности украинец. В 1939 году был призван на службу в Рабоче-крестьянскую Красную Армию. Участвовал в Великой Отечественной войне с 23 июня 1941 года. Служил помощником командира взвода в 1-м гвардейском стрелковом полку 2-й гвардейской стрелковой дивизии 11-го гвардейского стрелкового корпуса 56-й армии Северо-Кавказского фронта.
Участвовал в обороне Донбасса, Моздока, высадке на Керченском полуострове. Отличился во время боя за село Маяк на Керченском полуострове. В ночь со 2 на 3 ноября 1943 года штурмовая группа под руководством Саломахина отбила село у противника. В бою группой были уничтожены 75 солдат и офицеров противника, 6 были взяты в плен. Были захвачены два орудия, прожектор, два пулемёта, рация, склад боеприпасов.
17 ноября 1943 года Указом Президиума Верховного Совета СССР младший сержант Николай Саломахин был удостоен высокого звания Героя Советского Союза с вручением ордена Ленина и медали «Золотая Звезда» за номером 2163.
Согласно материалам архива Военной коллегии Верховного Суда СССР, младший лейтенант Николай Саломахин систематически покидал расположение своей воинской части, пьянствовал и дебоширил в общественных местах. 23 апреля 1944 года в состоянии алкогольного опьянения, прогуливаясь по Днепропетровску, он беспричинно открыл стрельбу по машине, убив при этом пятилетнюю девочку. Убийство удалось замять, однако уже в том же апреле 1944 года Саломахин вновь беспричинно открыл стрельбу в Доме Культуры, сорвав тем самым танцевальный вечер. В мае 1944 года Саломахин устроил стрельбу в кинотеатре. Военный трибунал за совершение данных преступных деяний приговорил его к 10 годам лишения свободы и лишил его воинского звания младшего лейтенанта, а также подал ходатайство о лишении его звания Героя Советского Союза и всех государственных наград. 23 октября 1947 года Указом Президиума Верховного Совета СССР ходатайство трибунала было удовлетворено.
После отбытия наказания вернулся в Донбасс. Жил в поселке рудника Кураховка Донецкой области, работал на шахте № 38/10 «Кураховка». Умер 16 декабря 1985 года.

## Семья
Жена – Саломахина Анна Арсеньева.